# Mausoleo de Nizami (Gəncə)
El Mausoleo de Nizami (en idioma azerí: Nizami məqbərəsi), construido en honor del poeta persa del siglo XII Nezamí Ganyaví, se encuentra a las afueras de la ciudad de Gəncə, Azerbaiyán . El mausoleo fue construido originalmente en 1947 en lugar de un antiguo mausoleo en ruinas, y reconstruido en su forma actual en 1991.

## Historia
La tumba de Nizami ha sido un lugar de peregrinación devota durante muchos siglos. Según el historiador Vasili Bartold, el mausoleo fue mencionado por primera vez en las crónicas históricas en 1606. El cronista de la corte de safavid Iskander Beg Munshi informó que a finales de febrero de 1606, Sah Abás el Grande llegó a Ganyá y acampó cerca de la tumba del jeque Nizami, donde el 24 de marzo celebró la fiesta de nouruz.
Durante la guerra ruso-persa de 1826 se produjo una batalla decisiva entre las fuerzas rusas y persas cerca de la tumba de Nizami. Las fuerzas rusas bajo el mando del general Iván Paskévich derrotaron al ejército persa y lo obligaron a retirarse. El enviado ruso a Persia, Aleksandr Griboyédov, mencionó en su diario una conversación con el escritor e historiador Abbasgulu Bakıjanov, miembro de la misión diplomática rusa de la época, en la que este último, le dijo que la batalla de Elisabethpol estaba cerca de la tumba de Nizami.

### Derrumbe
Según Bakikhanov, en la década de 1840 la tumba de Nizami se había derrumbado, y el antiguo visir Mirza Adigozal bey de Karabaj la estaba reconstruyendo.
En 1873, el sah de Persia, Nasereddín Sah Kayar, al regresar de su primera gira por Europa, pasó junto a la tumba de Nizami. Mencionó en su diario la tumba de Shaykh Nizami a un costado de la carretera, a media legua o más de Ganyá, y la describió como «un edificio de ladrillos muy miserable».
A principios del siglo XX, el mausoleo quedó casi completamente destruido. En 1925 se excavó la tumba del poeta y se exhumaron sus restos para volver a enterrarlos en el centro de Ganyá. Sin embargo, los dirigentes del Azerbaiyán soviético ordenaron que se volviera a enterrar al poeta en el mismo lugar y que se erigiera un monumento temporal.
En 1940, en relación con la construcción de un nuevo mausoleo, una investigación arqueológica reveló los restos de un antiguo mausoleo bajo tierra, que data del siglo XIII. Los restos de una estructura sobre el terreno fueron restaurados en el siglo XIX.

### Reconstrucción
En 1947 se construyó un nuevo mausoleo de piedra caliza. Más tarde, el gobierno soviético construyó una planta de producción de aluminio en las inmediaciones del mausoleo. Las emisiones peligrosas de la planta dañaron seriamente el edificio y se derrumbó a finales de la década de 1980.
El mausoleo fue reconstruido en su forma actual después de que Azerbaiyán recuperara su independencia tras la caída de la Unión Soviética en 1991.

## Edificio

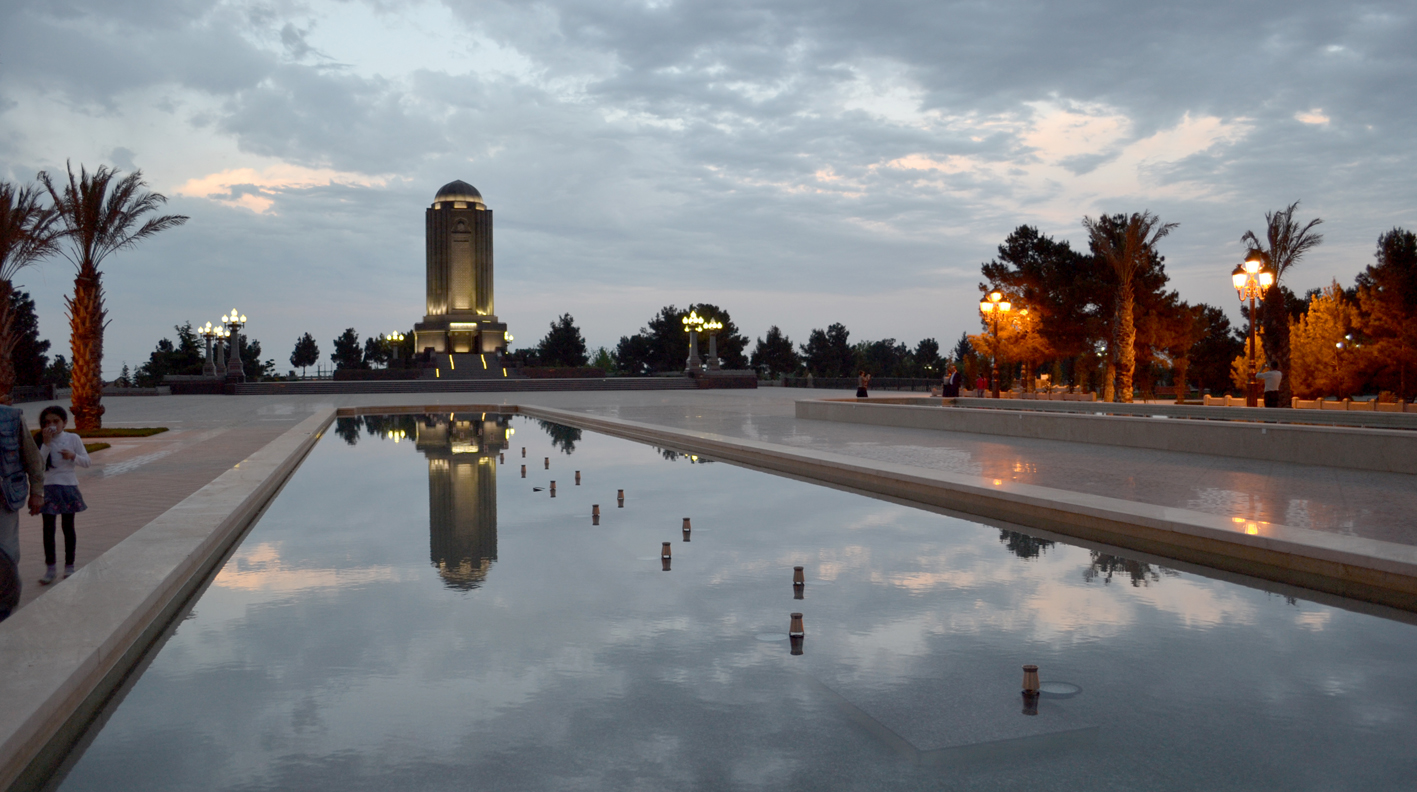
vista general del mausoleo.

Se trata de un edificio cilíndrico de gran altura, rodeado de jardines. A un lado, hay estatuas de metal que conmemoran los poemas épicos de Nizami. El mausoleo fue construido con bloques de granito macizo, procedentes de Ucrania. Farman Imamguliyev fue el arquitecto; las estatuas fueron creadas por el escultor Gorkhmaz Sudjaddinov.